# 芬兰本部区
芬兰本部区（芬蘭語：Varsinais-Suomi），又按英语译名译为西南芬蘭區，是芬蘭的一個行政区。面積10,912平方公里，2021年6月人口482,241人。与薩塔昆塔區、皮尔坎马区、坎塔海梅區、新地区及奥兰区接壤。區府及人口最多的城市为圖爾庫，该市为在赫尔辛基之前的芬兰首都。
本区的范围大致与芬兰本部历史省份相同。之所以称为芬兰本部是因为此地原是名为芬兰人部落的发源地。

## 芬兰本部的名字起源
芬兰本部的名字有历史性的功能。在历史上，现今芬兰南部地区有三个部落：芬兰人、海梅人和卡累利阿人。芬兰人部落居住的西南芬兰的名称就是“芬兰”（芬蘭語：Suomi）。在17世纪芬兰这个名字被用来指代整个芬兰，所以需要一个特定的名字来指代这一块地区。在1650年代在文献记载出现了拉丁语名字和，而瑞典语名字和则在18世纪后期出现。作为官方用法的名字出现在18世纪末。芬兰语名字大约出现在1850年代。

## 地理
芬兰本部的自然环境与其它地区不同。最显著的生物群落为群岛海和树林。芬兰的昆虫种类中80%在当地出现。沿海地区大约有两万个岛屿。
区内海拔最高点有164米高。

## 市镇
下分二十七个市镇，其中11个使用“城市”的称号。合并至其它市镇后已经废除市镇有48个。

## 人口
2018年时芬兰本部区的人口数量为478,582，为新地区和皮尔坎马区之后的人口第三多的行政区。居民当中87.18%说芬兰语，5.67%说瑞典语，7.15%说其它语言，最常见的为俄语、爱沙尼亚语、阿拉伯语、库尔德语和阿尔巴尼亚语。
在行政区当中本区有最多的夏季木屋，2012年时有49,000个。